# 艾力克斯·格雷夫斯 (計算機科學家)
艾力克斯·格雷夫斯（英語：Alex Graves）是一名計算機科學家。在DeepMind擔任研究科學家之前，他在愛丁堡大學獲得理論物理學學士學位，並在IDSIA的于爾根·施密德胡伯指導下獲得了人工智慧博士學位。他還曾在慕尼黑工業大學的施密德胡伯和多倫多大學的杰弗里·辛顿手下做過博士後。
在IDSIA，格雷夫斯通過一種稱為連接主義時間分類（CTC）的新方法訓練長短期記憶神經網路。這種方法在某些應用中的表現優於傳統的語音識別模型。2009年，他的CTC訓練的LSTM是第一個贏得模式識別比賽的循環神經網路，並贏得連接手寫識別方面的幾個比賽。這種方法已經變得非常流行。Google在智慧型手機上使用CTC訓練的LSTM進行語音識別。
格雷夫斯也是神經圖靈機和密切相關的可微分神經計算機的創造者。